# 1975 год в литературе

## Премии

### Международные
- Нобелевская премия по литературе — Эудженио Монтале, «за достижения в поэзии, которая отличается огромной проникновенностью и выражением взглядов на жизнь, напрочь лишённых иллюзий».
- Всемирная премия фэнтези за лучший роман — Патриция Маккиллип, «The Forgotten Beasts of Eld».

### Великобритания
- Букеровская премия — Рут Правер Джабвала, «Жара и пыль» (англ. Heat and Dust).

### СССР
- Ленинская премия в области литературы — не присуждалась.
- Государственная премия СССР в области литературы:
  - Фёдор Абрамов за трилогию «Пряслины»;
  - Андрей Лупан за поэтический цикл «Магистрали» ;
  - Борис Олейник за стихотворный сборник «Стою на земле»;
  - Гавриил Троепольский за повесть «Белый Бим Чёрное ухо»;
  - Борис Сучков за книгу «Исторические судьбы реализма».
- Премия имени М. Горького — Виктор Астафьев, Евгений Носов, Юлия Друнина.

### США
- Пулитцеровская премия за художественную книгу — Майкл Шаара, «Ангелы-убийцы» (англ. «The Killer Angels»).
- Пулитцеровская премия за лучшую драму — Эдвард Олби, «Морской пейзаж» (англ. Seascape).

- Пулитцеровская премия за поэзию — Гери Снайдер, «Остров черепах» (англ. Turtle Island).

### Франция
- Гонкуровская премия — Эмиль Ажар, «Вся жизнь впереди» (фр. La vie devant soi).
- Премия Ренодо — Жан Жубер, «Человек среди песков» (фр.  L’Homme de sable).
- Премия Фемина — Claude Faraggi, Le Maître d’heure.
- Премия Медичи — Жак Альмира, Le Voyage à Naucratis.
  - Премия Медичи за лучшее зарубежное произведение —  Стивен Миллхаузер, «Эдвин Миллхаус: Жизнь и смерть американского писателя» (англ. Edwin Mullhouse: The Life and Death of an American Writer).

## Книги

### Романы
- «Вся жизнь впереди» (фр. La vie devant soi) — роман Эмиль Ажар.
- «Подарок Гумбольдта» — роман Сола Беллоу.
- «Жребий» (англ. 'Salem's Lot — роман Стивена Кинга.
- «Занавес» (англ. Curtain) — роман Агаты Кристи.
- «Знак Единорога» (англ. Sign of the Unicorn) — роман Роджера Желязны.
- «Книга песка» (исп. El libro de arena) — роман Хорхе Луиса Борхеса.
- «Осень патриарха» (исп. El otoño del patriarca) — роман Габриэля Гарсии Маркеса.
- «Партизаны» (исп. Guerillas) — роман Видиадхара Найпола.
- «Плавучие театры Большой планеты» (англ. Showboat World) — роман Джека Вэнса.
- «Правила бегства» — роман Олега Куваева.
- «Рэгтайм» (англ. Ragtime) — роман Эдгара Доктороу.
- «Сёгун» (англ. Shōgun) — роман Джеймса Клавелла.
- «Территория» — роман Олега Куваева.
- «Эра милосердия» — роман братьев Вайнеров.

### Поэзия
- «Дубовый лист виолончельный» — сборник стихов и поэм Андрея Вознесенского.
- «Избегание» (норв. Inneringa) — сборник стихов Эльдрид Лунден.
- «Стихи» — сборник стихов Беллы Ахмадулиной.
- «Упражнения для дыхания» (норв. Pusteøvelse) — сборник стихов Ролфа Якобсена.

### Повести
- «Дом на набережной» — повесть Юрия Трифонова.
- «Родина, я вернусь!» — повесть Фёдора Самохина.

## Персоналии

### Родились
- 3 января — Даниэль Кельман, австрийский и немецкий писатель.
- 9 августа — Алексей Колчев, российский поэт.
- 27 октября — Зэди Смит, британская писательница.

### Скончались
- 6 февраля — Юрьё Вилхо Сойни, финский журналист, писатель, сценарист, драматург (родился в 1896).
- 14 февраля — Пэлем Грэнвил Вудхауз, британский писатель и драматург (родился в 1881).
- 8 апреля — Куваев Олег Михайлович, русский советский писатель, геолог, геофизик, автор романа «Территория».
- 11 апреля — Андре Обе, французский драматург, писатель, сценарист и журналист (род. в 1892).
- 30 апреля — Мейбл Брукс, австралийская писательница (род. в 1890).
- 9 октября — Иво Андрич, югославский писатель, лауреат Нобелевской премии по литературе (родился в 1892).
- 8 июня — Мюррей Лейнстер, американский писатель-фантаст (родился в 1896).
- 30 июля — Джеймс Блиш, американский и британский писатель-фантаст (родился в 1921).
- 13 августа — Филипп Тоби-Марселен, гаитянский поэт, писатель, журналист (родился в 1904).
- 20 сентября — Сен-Жон Перс, французский поэт (родился в 1887).
- 7 октября – Гундаппа, индийский писатель и поэт (род. в 1887)
- 10 ноября — Мануэль Аснар, испанский писатель, журналист (родился в 1894).
- 6 декабря — Пьер Бост, французский писатель, журналист и сценарист (родился в 1901).
- 7 декабря — Торнтон Уайлдер, американский писатель и драматург (родился в 1897).
- Александр Дмитриевич Андреев, советский писатель.